# The Joker (chanson)
Pour les articles homonymes, voir Joker.
Singles de Steve Miller Band
Fandango
(1972) Your Cash Ain't Nothin' But Trash
(1974)
The Joker est une chanson interprétée par le groupe américain Steve Miller Band. Sortie en octobre 1973 en single, elle est tirée de l'album The Joker.
C'est un des plus grands succès du groupe. La chanson se classe no 1 du Billboard Hot 100 en janvier 1974. Ressortie en 1990 après son utilisation dans un spot publicitaire télévisé pour les jeans Levi's 501, elle connaît de nouveau le succès, arrivant en tête des ventes dans plusieurs pays.

## Composition et écriture
C'est Steve Miller qui a écrit et composé la chanson, glissant dans les paroles des références à d'autres morceaux du répertoire de son groupe, comme Space Cowboy, Gangster of Love et Enter Maurice.
Il a aussi utilisé un court extrait des paroles de la chanson Lovey Dovey interprétée en 1953 par The Clovers et coécrite par Eddie Curtis et Ahmet Ertegün. Mais ces derniers, n'étant pas mentionnés comme coauteurs lors de la sortie de The Joker, ont accusé Steve Miller de plagiat et ont obtenu d'être crédités.
Il y a une référence à la consommation de cannabis avec les paroles I'm a midnight toker. Toker désignant, en argot, un fumeur de joints. 
L'emploi du terme pompatus (I speak of the pompatus of love) a laissé les auditeurs dubitatifs quant au sens de ce mot. Inspiré à Steve Miller par le mot puppetutes, entendu dans la chanson The Letter du groupe The Medallions (en) en 1954, il n'a, selon le chanteur, aucun sens particulier,.
The Pompatus of Love est devenu le titre d'un film réalisé en 1995 par Richard Schenkman.
Musicalement, The Joker se distingue par le jeu original de guitare slide de Steve Miller, imitant un homme qui siffle une femme.

## Reprises
La chanson a été reprise par des artistes tels que k.d. lang, Fatboy Slim feat. Bootsy Collins, Jason Mraz sur la bande originale du film Happy Feet (cette version est mixée avec Everything I Own interprétée par Chrissie Hynde), Puddle of Mudd ou Ace Frehley.
Le morceau Angel par Shaggy feat. Rayvon utilise un sample de la ligne de basse de The Joker.

## Classements hebdomadaires
| Classement (1973-1974)         | Meilleure position |
| ------------------------------ | ------------------ |
| Australie (Kent Music Report)  | 8                  |
| Canada (RPM)                   | 2                  |
| États-Unis (Billboard Hot 100) | 1                  |
| Pays-Bas (Nederlandse Top 40)  | 18                 |

| Classement (1990-1991)                 | Meilleure position |
| -------------------------------------- | ------------------ |
| Allemagne (Media Control AG)           | 7                  |
| Autriche (Ö3 Austria Top 40)           | 5                  |
| Belgique (Flandre Ultratop 50 Singles) | 5                  |
| France (SNEP)                          | 33                 |
| Irlande (IRMA)                         | 1                  |
| Norvège (VG-lista)                     | 2                  |
| Nouvelle-Zélande (RMNZ)                | 1                  |
| Pays-Bas (Single Top 100)              | 1                  |
| Royaume-Uni (UK Singles Chart)         | 1                  |
| Suède (Sverigetopplistan)              | 4                  |
| Suisse (Schweizer Hitparade)           | 5                  |

## Certifications
| Pays              | Certification |
| ----------------- | ------------- |
| États-Unis (RIAA) | Or            |
| Royaume-Uni (BPI) | Argent        |